# Apetito
Die Apetito AG (Eigenschreibweise apetito) ist ein deutscher Hersteller von Tiefkühlmenüs, gekühlten Menüs, Menükomponenten und Anbieter von Verpflegungskonzepten mit Hauptsitz in Rheine, Nordrhein-Westfalen. Die Firmengruppe erzielte 2024 einen Jahresumsatz von 1,351 Mrd. Euro und beschäftigte 12.649 Mitarbeitende weltweit.

## Unternehmensgeschichte
Am 1. April 1958 gründete Karl Düsterberg zusammen mit Egon Senger in Rheine das Unternehmen Apetito Fertigmenü Düsterberg und Senger. Hergestellt wurden tiefgekühlte Komplettmahlzeiten in Aluminiumschalen. 1962 erfolgte der erste Messeauftritt auf der Anuga in Köln. 1969 führte apetito das bis dahin in Deutschland unbekannte Catering ein und ging eine Kooperation mit der ARA Services Inc. (heute Firmierung unter Aramark) aus den USA ein.
1971 entwickelte das Unternehmen gemeinsam mit Ruth Martin, Leiterin des Mahlzeitendienstes des Deutschen Roten Kreuzes in West-Berlin, die Idee, in die Seniorenverpflegung einzusteigen. Hieraus wurde Apetito das erste Unternehmen in der Bundesrepublik Deutschland, das das System Essen auf Rädern (EaR) etablierte. Um die Probleme mit der Lieferung in Thermobehältern zu umgehen, wurden von ihm Tiefkühllieferungen in Styroporbehältern mit Trockeneis angeboten. Die Portionen, die aus einem Menüplan ausgesucht werden konnten, brauchten dann nur noch aufgewärmt zu werden. Diese Lieferart, die als „Rollender Mittagstisch“ des DRK bekannt wurde, löste vor allem auch das Versorgungsproblem an Wochenenden und Feiertagen.
Am 7. Mai 1982 übernahm Wolfgang Düsterberg die Geschäftsführung. 1989 wurde in den Niederlanden die apetito B. V. als erste Tochtergesellschaft gegründet und 1992 eine weitere in Großbritannien. 1996 übernahm Apetito das französische Catering-Unternehmen Nord Restauration. Ab 2003 wurden Apetito-Produkte auch im deutschen Lebensmitteleinzelhandel (LEH) angeboten.
Am 1. Januar 2007 erfolgte die Übernahme der niederländischen Bonfait B. V. mit Sitz in Dinkelland, ein Hersteller von Kühlkost-Produkten für den Lebensmitteleinzelhandel und Großhandel (2020 verkauft an die niederländische Van Loon Group).
Zum 1. November 2007 wurde von der Oetker-Gruppe der Hersteller für tiefgekühlte Fisch- und Meeresspezialitäten Costa Meeresspezialitäten GmbH & Co. KG aus Emden-Constantia für das Einzelhandelsgeschäft übernommen.
Im Jahr 2016 wurde der französische Unternehmenszweig Apetito S. A. (Umsatz rund 60 Mio. Euro) an die französische Newrest-Gruppe verkauft.
Am 6. September 2018 erteilte das Bundeskartellamt die Freigabe zur Übernahme aller Geschäftsanteile an der 1994 von Detlef Eildermann gegründeten MenüPartner GmbH in Berlin durch die Apetito Catering B. V. & Co KG. MenüPartner betreibt rund 400 Menüküchen in Kindertagesstätten und Schulen.
Ende Juni 2022 wurde das Unternehmen Opfer einer Cyberattacke.

## Produktion, Standorte

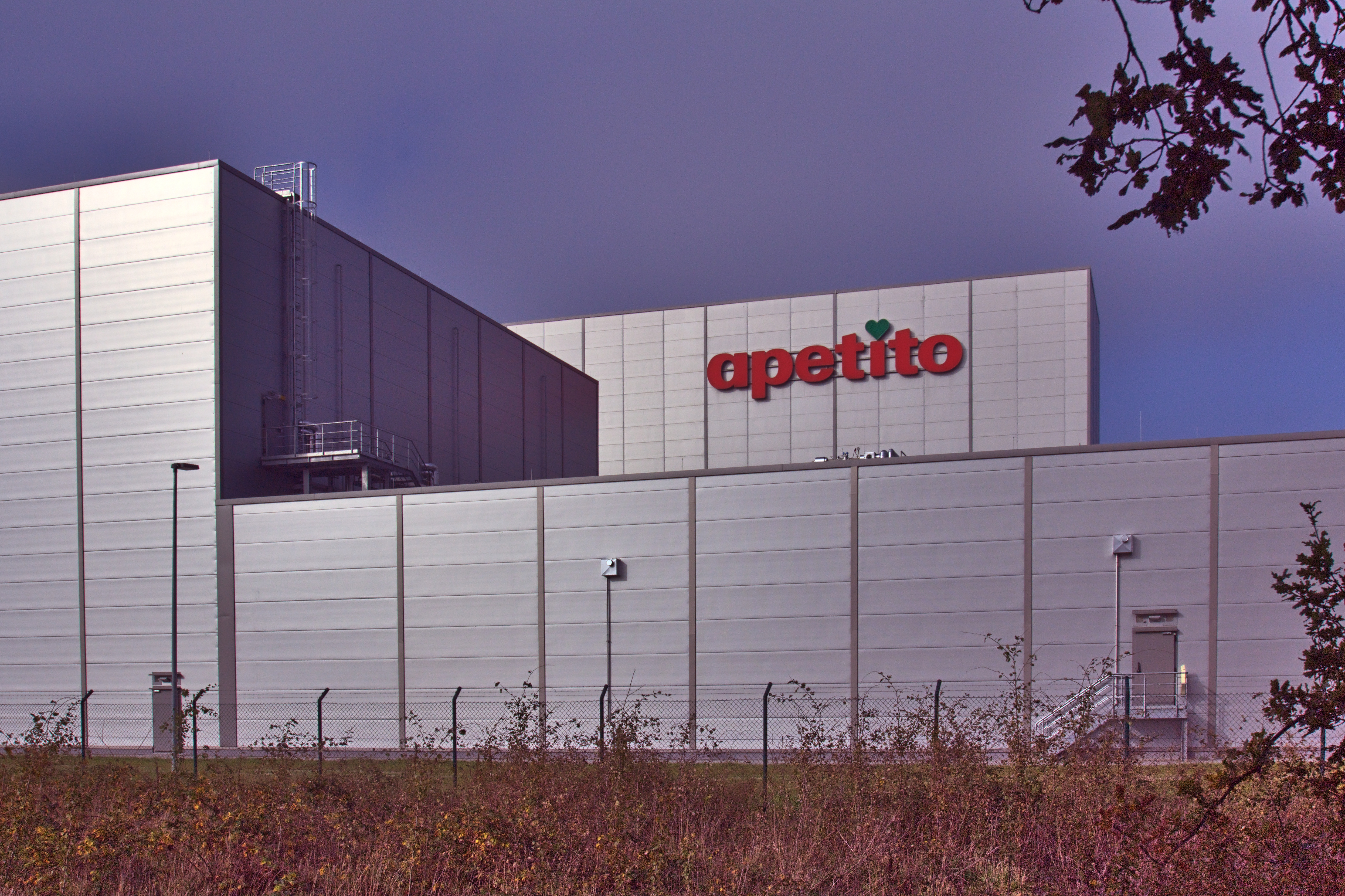
Werk Rheine, Teilansicht

Apetito bietet tiefgekühlte und gekühlte Menüs und Menükomponenten sowie Verpflegungskonzepte an. Das Unternehmen beliefert Kindertagesstätten, Schulen, Unternehmen, Kliniken, Senioreneinrichtungen und Essen auf Rädern. Darüber hinaus ist apetito im Lebensmitteleinzelhandel als Produzent für tiefgekühlte Mahlzeiten mit den Marken apetito, MinusL (eine Kooperation mit der Markeninhaberin OMIRA) und Costa im deutschen Einzelhandels sowie im Internetverkauf vertreten. Zur Firmengruppe gehören die Apetito AG mit Tochterunternehmen in Deutschland, den Niederlanden, Großbritannien und Kanada sowie die Schwestergesellschaft Apetito Catering.